# 神崎巌
神崎 巌（かんざき いわお、1935年10月24日 - ）は、ドイツ文学者。早稲田大学名誉教授。
東京生まれ。東京都立新宿高等学校、早稲田大学文学部卒。同大学院博士課程中退。早大教育学部助教授、人間科学部教授。1981年旺文社児童文学翻訳賞受賞。2006年定年退任したが年金問題で早大と争っている。早稲田大学の年金を知る会代表。日本民主主義文学同盟会員。

## 翻訳
- 道化師の告白 ハインリヒ・ベル 冬樹社 1966
- 愛国者 ボードー・ウーゼ 榎本重男・浦野春樹共訳 新日本出版社 1967 (世界革命文学選) のち新日本文庫
- ベッヒャー詩集 飯塚書店 1968 （世界現代詩集）
- 過剰社会の病理 岡田浩平共訳 合同出版 1970
- ぼくよわむしじゃない イリーナ・コルシュノウ さ・え・ら書房 1979.10
- サラリーマン ワイマル共和国の黄昏 ジークフリート・クラカウァー 法政大学出版局 1979.3 (りぶらりあ選書)
- パパまたずっこけた ヨハネス・パウル さ・え・ら書房 1980.12
- さよならおじいちゃん…ぼくはそっといった エルフィー・ドネリー さ・え・ら書房 1981.2
- わたしのエマ ある少女と戦争 ウルズラ・フックス さ・え・ら書房 1983.3
- ルフー、あるいは取り壊し ジャン・アメリー 法政大学出版局 1985.8 (叢書・ウニベルシタス)
- わたしはふたつにわれない エルフィー・ドネリー さ・え・ら書房 1985.4
- おじいさんのマフラー 小さな心のスケッチ /ウルズラ・フックス さ・え・ら書房 1987.1
- パパをむかえに アーヒム・ブレーガー 中野京子共訳 さ・え・ら書房 1990.4
- アデナウアー時代の文学 エリーザベト・エンドレース 中野京子・守山晃共訳 早稲田大学出版部 1991.4
- ゴッホ /エーフェルト・ファン・アイテルト 岩崎美術社 1992.2 (巨匠のデッサン・シリーズ)
- 赤い靴下 エルフィー・ドネリー さ・え・ら書房 1992.12
- ガルシア=ロルカ  ロルフ・ブレーザー 岩崎美術社 1992.11 (巨匠のデッサン・シリーズ)
- 廃墟から 47年グループ短篇集 中野京子共編訳 早稲田大学出版部 1993.1 (シリーズ現代ドイツ文学)
- 下等人間・上等人間 ナチ政権下の強制労働者たち トーマス・ローター 未來社 1999.9

## 注
1. ↑  http://nenkin.earth.edu.waseda.ac.jp/index.htm

## 参考
- 現代日本人名録2002